# Карбонија
Карбонија (итал. Carbonia, на месном говору: Crabònia) град је у западној Италији. Карбонија је једно од средишта истоименог округа Карбонија-Иглезијас у оквиру италијанске покрајине Сардинија.
Град Карбонија је значајан као један од градова подигнутих у оквиру Мусолинијеве кампање подизања нових градова.

## Природне одлике
Град Карбонија налази се у југозападном делу Сардиније, на 70 км југозападно од Каљарија. Град се налази у омањој котлини, на 10ак километара западно од Средоземног мора. Источно од града издиже се планина Иглезијенте.

## Историја
Град Карбонија био је рударско место симболичне величине до 1938. године, када је за пар година у целости подигнут у оквиру Мусолинијеве кампање подизања нових градова. Као вештачки подигнут, град је доживео нагли пад становништва после пада његове власти.

## Становништво
Према резултатима пописа становништва 2011. у општини је живело 28.882 становника.
| 1931. | 1936. | 1951.  | 1961.  | 1971.  | 1981.  | 1991.  | 2001.  | 2011.  |
| ----- | ----- | ------ | ------ | ------ | ------ | ------ | ------ | ------ |
| 4.201 | 4.415 | 45.125 | 35.327 | 30.957 | 32.180 | 32.887 | 30.447 | 28.882 |

Карбонија данас има око 30.000 становника, махом Италијана. То је 10 пута више него на почетку 20. века. Последњих деценија број становника у граду опада.

## Галерија
- Пјаца Рома, главни градски трг
- Побрђе у градском окружењу
- Споменик рударима
- Градско позориште

## Градови побратими
- Оберхаузен